# دوري أيرلندا الشمالية الممتاز 2004–05
دوري أيرلندا الشمالية الممتاز 2004–05 (بالإنجليزية: 2004–05 Irish Premier League)‏ هو الموسم 104 من دوري أيرلندا الشمالية الممتاز. أشرف على تنظيمه الاتحاد الأيرلندي لكرة القدم، وكان عدد الأندية المشاركة فيه 16، وفاز فيه غلينتوران.